# Eisenvater
Eisenvater ist eine im April 1990 in Hamburg von Jim Sudmann und Markus E. Lipka gegründete Rock-/Metalband, deren Klangbild führend von Elektrogitarren bestimmt ist und Stilelemente von Sludge-, Doom- und Industrial-Metal vereint.

## Bandgeschichte
Nach anfänglichen Schwierigkeiten, ob des deutschen Gesangs eine Plattenfirma zu finden, wurde die Band von dem kleinen, süddeutschen Hardcore-Label We Bite Records unter Vertrag genommen, auf dem die Band 1992 ihr Debütalbum veröffentlichen konnte. Auf die Veröffentlichung folgte eine erste Tournee innerhalb Deutschlands. Trotz diverser Umbesetzungen wurden 1994 und 1995 zwei weitere Alben produziert und veröffentlicht. Weitere Touren durch Deutschland und vereinzelte Shows im benachbarten Ausland und den USA folgten.
Mitte 1996 wurde in allgemeinem Einverständnis beschlossen, die Zusammenarbeit vorerst auf Eis zu legen. Die Bandmitglieder widmeten sich anderen musikalischen Genres wie zum Beispiel Elektronica. Sudmann und Bellendir wirkten zu dieser Zeit außerdem an Lipkas Elektrogitarrenorchester „Rossburger Report“ mit.
Im April 2002 nahmen Sudmann und Lipka die Arbeit an Eisenvater wieder auf und spielten im folgenden Jahr mit neuem Bassisten (Stefan Gretscher) und dem nach längerer Suche im Januar 2005 gefundenen neuen Schlagzeuger (Johannes Schäfer) die bereits fertig komponierten Stücke für das vierte Album ein. Dieses nach mehrjähriger Pause entstandene Album reproduzierte nicht den Sound der ersten drei Alben.
2012 verließ der damalige Schlagzeuger Johannes Bonnin die Band, und Peter Bellendir kehrte an das Schlagzeugpult zurück. 2013 starb er nach einer monatelangen Krankheit in Folge eines Organschadens. Nic Stockmann stieß in der Folge als neuer Schlagzeuger zur Band, bis 2021 Johannes Bonnin wieder seinen Platz einnahm.

## Diskografie
- 1992: I (We Bite Records)
- 1994: II (We Bite Records)
- 1995: III (We Bite Records)
- 2009: Split-EP mit Japanische Kampfhörspiele (Power It Up)
- 2009: IV (unundeux)